# Toronto Cemetery
Toronto Cemetery is een Britse militaire begraafplaats met gesneuvelden uit de Eerste Wereldoorlog, gelegen in de Franse gemeente Démuin (Somme). De begraafplaats werd ontworpen door George Goldsmith en ligt 1,9 km ten noorden van het dorpscentrum (Église Saint-Ouen). Ze ligt een eind in de velden en is vanaf de weg van Démuin naar Marcelcave bereikbaar via een landweg van 750 m. De begraafplaats heeft een rechthoekig grondplan met een oppervlakte van 377 m² en wordt omgeven door een bakstenen muur met een metalen hek als toegang. Het Cross of Sacrifice staat aan de achterzijde op dezelfde aslijn als de ingang. De begraafplaats wordt onderhouden door de Commonwealth War Graves Commission.
Er liggen 101 doden begraven waaronder 25 niet geïdentificeerde.

## Geschiedenis
Het dorp was de hele oorlog in handen van de Britse troepen maar werd tijdens het Duitse lenteoffensief op 30 maart 1918 door hen veroverd, direct daarna opnieuw heroverd en 's anderendaags de 31e weer uit handen gegeven. Op 8 augustus 1918 werd het dorp definitief heroverd door het 58th Canadian Battalion. De begraafplaats werd in diezelfde maand aangelegd door het 3rd Canadian Battalion (Toronto Regiment). Ze werd ook door andere Canadese eenheden gebruikt voor het begraven van hun doden.
Onder de geïdentificeerde slachtoffers zijn er 5 Britten, 70 Canadezen en 1 Duitser (3 niet geïdentificeerde Duitsers liggen onder 1 grafzerk). De Canadezen behoorden bijna allemaal bij de Canadian Infantry.

## Graven

### Onderscheiden militairen
- kapitein R. Bailey en luitenant E.G.T. Penny, beiden van de Canadian Infantry werden onderscheiden met het Military Cross (MC).
- P. Traynor, compagnie sergeant-majoor bij de Canadian Infantry werd onderscheiden met de Meritorious Service Medal (MSM).
- luitenant F.K. Neilson, sergeanten C.L. White en Thomas Ramsay, korporaal N. Daniels en soldaat J.T. Patterson werden onderscheiden met de Military Medal (MM). Korporaal Frederick John Spratlin ontving deze onderscheiding tweemaal (MM and Bar).

### Minderjarige militair
- John Alexander Rasmussen, soldaat bij de Canadian Infantry was 17 jaar toen hij op 8 augustus 1918 sneuvelde.

### Alias
- Robert Lee Giles was een Amerikaan die als korporaal onder het alias L.L. Doyle diende bij de Canadian Infantry.